# Pietro Rigosi
Pietro Rigosi (Bologna, 1864 – ...) è stato un anarchico  e ferroviere italiano, noto per il suo tentativo di suicidio simbolico, come forma di protesta, attuato con una locomotiva staccata da un treno e lanciata in linea ad elevata velocità, reso celebre dalla canzone La locomotiva di Francesco Guccini.

## Biografia
Rigosi, sposato e padre di due figlie, era un aiuto macchinista (fuochista) della Rete Adriatica. È noto perché il 20 luglio 1893, all'età di 28 anni, intorno alle ore 17, si impadronì di una locomotiva in sosta e la condusse sui binari alla velocità di 50 km/h, che per quei tempi era davvero notevole. Il personale tecnico delle ferrovie riuscì a deviare la corsa e la locomotiva finì con lo schiantarsi contro alcune carrozze in sosta lungo un binario morto della stazione di Bologna.
La locomotiva era la 3541, una delle 130 unità comprese nel gruppo 350 della Rete Adriatica, ed era assegnata al traino del treno merci 1343. In una sosta nella stazione di Poggio Renatico, approfittando dell'assenza del macchinista titolare Carlo Rimondini, Rigosi, che lavorava in quella stazione, sganciò la macchina dal convoglio e la portò via. Dopo lo schianto nel binario morto, nonostante il poderoso impatto, Rigosi venne recuperato ancora vivo, ma in pessime condizioni. Fu ricoverato in ospedale, dove gli si dovette amputare una gamba, e il suo volto restò sfigurato da numerose cicatrici.
Nessuno seppe mai il vero motivo del suo folle gesto, ma un cronista della Gazzetta Piemontese riportò che, dopo il ricovero, l'uomo si lasciò sfuggire la frase:
Venne dimesso dall'ospedale dopo due mesi e non ricevette nessuna pena giudiziaria, ma soltanto un esonero dal servizio in ferrovia per motivi di salute (e non un licenziamento netto) e la corresponsione di un sussidio non molto elevato; tuttavia quando, al ritiro del sussidio, ne lesse il motivo, “buona uscita”, cambiò idea e si rifiutò di firmare. Accettò di ritirare la somma solamente dopo che la motivazione venne sostituita con “elargizione”. 
Non si conoscono il momento e le circostanze della successiva morte di Rigosi, non sono noti altri particolari della sua vita e non sono mai state diffuse sue fotografie o registrazioni vocali.

## Impatto sulla cultura di massa
Il cantautore Francesco Guccini si ispirò direttamente a questa vicenda per una delle sue canzoni più famose, La locomotiva, del 1972, che narra la storia in chiave poetica senza però riferirsi esplicitamente a Rigosi, in quanto, nel testo, chi canta afferma di non conoscere il nome, l'aspetto fisico, la voce e l'età del protagonista e di immaginare che, come tutti gli eroi, fosse un giovane di bell'aspetto (anche se nella realtà, come già accennato, le uniche tra queste caratteristiche a non essere note sono l'aspetto fisico e la voce).